# Marcus Valerius Messalla Corvinus

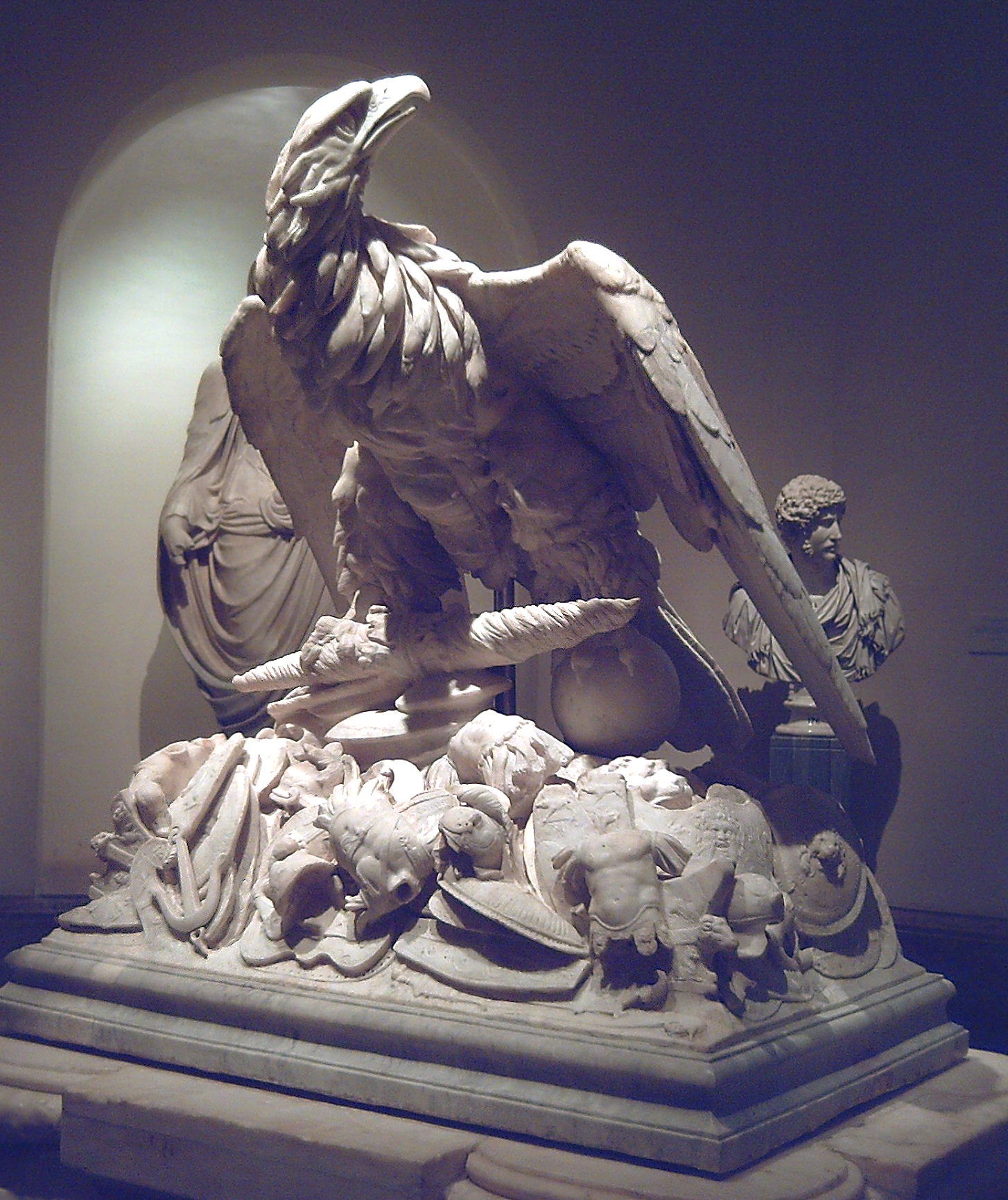
Aquila auf einem Monument aus der Villa des Generals Marcus Valerius Messalla Corvinus, entstanden in der Regierungszeit des Kaisers Augustus

Marcus Valerius Messalla Corvinus (* 64 v. Chr.; † 8 n. Chr.) war ein römischer General, Autor, Literatur- und Kunstmäzen.
Marcus Valerius Messalla Corvinus war vermutlich ein Sohn von Marcus Valerius Messalla Niger, dem Konsul von 61 v. Chr. Er wurde zeitweise zusammen mit Horaz und dem jüngeren Cicero in Athen erzogen.
Ende 43 v. Chr. wurde er geächtet, jedoch gelang es ihm, ins Feldlager von Brutus und Cassius zu entkommen. Nach der Schlacht bei Philippi (42 v. Chr.) ging er zunächst zu Marcus Antonius über, später dann zu Octavian, dem späteren Kaiser Augustus. Auf Sizilien kämpfte er 36 v. Chr. gegen Sextus Pompeius und wurde danach Augur. 33/32 v. Chr. stellte er sich auf die Seite Octavians und verfasste Pamphlete gegen seinen ehemaligen Freund Antonius. Nachdem er anstelle von Marcus Antonius zum Konsul (consul ordinarius) bis zum 1. Mai 31 v. Chr. ernannt worden war, kommandierte er gegen diesen eine Flottenabteilung in der Schlacht bei Actium. Als nächste Karrierestufe wurde er Befehlshaber im Osten und später Statthalter von Gallien, als der er eine Revolte der Aquitanier unterdrückte, wofür er am 25. September 27 v. Chr. einen Triumph feiern durfte.
Messalla soll stolz darauf gewesen sein, bis 42 v. Chr. auf der Seite der Republikaner gekämpft zu haben. Dies brachte ihm freilich auch einigen Respekt bei republikanisch gesinnten Standesgenossen ein; es hinderte ihn jedoch nicht, im Jahre 2 v. Chr. für Augustus den Titel pater patriae zu beantragen. Ronald Syme charakterisierte ihn denn auch als aristokratischen Opportunisten, der sich ganz nach dem neuen Regime richtete, anders als etwa Gaius Asinius Pollio. Messalla trat zwar (wohl 26 v. Chr.) bereits nach sechs Tagen Amtszeit als praefectus urbi (Stadtpräfekt) zurück, angeblich, weil es seiner Ansicht von Rechtsstaatlichkeit widersprach. Möglich ist aber auch, dass Messalla damals keine Möglichkeit sah, seine Position politisch für sich zu nutzen und das Amt daher übereilt aufgab. Sicherlich profitierte Messalla jedenfalls insgesamt von den neuen politischen Verhältnissen.
Messalla ließ die Via Latina zwischen Tusculum und Alba wiederherstellen und veranlasste zahlreiche kunstvolle und aufwendige Neubauten.
Sein Einfluss auf die Literatur, die er nach Art des Gaius Maecenas förderte, war beträchtlich, und die Gruppe von Schriftstellern, die er um sich versammelte, darunter Tibull, Lygdamus und seine Nichte, die Dichterin Sulpicia die Ältere, wurde Messalla-Kreis genannt. Mit Horaz und Tibullus war er eng befreundet, Ovid drückt ihm seine Dankbarkeit aus als erstem, der seine Arbeit bemerkt und gefördert habe. Die zwei Lobschriften eines unbekannten Autors (eine davon wurde zwischen den Gedichten Tibullus’ als IV. 1 gedruckt, die andere ist im Catalepton enthalten, einer Sammlung kleiner Gedichte, die Vergil zugeschrieben wird) kennzeichnen die Hochachtung, die ihm entgegengebracht wurde.
Messalla selbst war der Autor verschiedener Werke, die alle verloren sind. Darunter waren Erinnerungen aus dem Bürgerkrieg nach dem Tod Caesars, die von Sueton und Plutarch benutzt wurden, ferner bukolische Gedichte in Griechisch, Übersetzungen griechischer Reden, satirische und erotische Verse sowie Essays über grammatische Details. Als Redner folgte er mehr Cicero als der attisierenden Schule, jedoch war sein Stil affektiert und künstlich. Dennoch betrachteten ihn spätere Kritiker als über Cicero stehend, Tiberius nahm ihn hierin zum Vorbild. Die unter Messallas Namen 1532 zum ersten Male im Druck erschienene kleine Schrift De progenie Augusti Caesaris ist ein Produkt des 15. Jahrhunderts.